# Pare (Kranggan)
Pare is een bestuurslaag in het regentschap Temanggung van de provincie Midden-Java, Indonesië. Pare telt 1931 inwoners (volkstelling 2010).